# Державний історико-культурний заповідник «Посулля»
Державний історико-культурний заповідник «Посулля» — державний історико-культурний заповідник, створений у 2007 році в Сумській області України.

## З історії заповідника
Створення історико-культурного заповідника «Посулля» було ініційовано з метою збереження, розвитку й популяризації пам'яток історичного району Посулля, що охоплює територію сучасних Роменського та Недригайлівського районів Сумської області, яка багата, як на історичні, так і природні пам'ятки — на тлі чудової природи тут відбувалися визначні для національної історії події; ці землі, пов'язані з іменем останнього кошового отамана Запорізької Січі Петра Калнишевського; на час подання пропозиції місцеві краєзнавці та вчені мали певні здобутки у галузі краєзнавства.
Пропозиція Сумської обласної державної адміністрації щодо оголошення пам'яток Роменського і Недригайлівського районів області державним історико-культурним заповідником з віднесенням його до сфери управління зазначеної державної адміністрації була підтримана на вищому рівні, зокрема законодавчо — 14 листопада 2005 року Президент України видав  розпорядження  № 1230 (1230/2005-рп) «Про заходи щодо вшанування пам'яті останнього кошового  отамана Запорізької Січі Петра Калнишевського», на виконання якого Кабінет Міністрів України 26 липня 2006 року за номером № 1021 видав Постанову «Про державний історико-культурний заповідник «Посулля»», якою зобов'язав Сумську обласну державну адміністрацію за погодженням з Міністерством культури і туризму розробити та затвердити Положення про державний історико-культурний заповідник «Посулля» та забезпечити розроблення генерального плану його розвитку.
Відтак, Державний історико-культурний заповідник «Посулля» був офіційно створений у 2007 році. Адреса заповіднику:
с. Пустовійтівка—42020 (Роменський район, Сумська область).
Навесні того ж (2007) року була організована й проведена регіональна культурна акція Сім чудес Сумщини, і до фінальної сімки увійшли відразу 2 пам'ятки заповідника «Посулля» — Посульські кургани та пам'ятник мамонту.

## Структура та пам'ятки заповідника
Утворений 2007 року Державний історико-культурний заповідник «Посулля» розбудовується на базі низки існуючих пам'яток, а також закладів культури — як тих, що існували раніше, так і новостворених.
До складу заповідника входять:
у Роменському районі:

У залі «Шевченко і Роменщина» Роменського краєзнавчого музею.

- Роменський краєзнавчий музей — заснований у 1919 році, є значним зібранням матеріалів з природи, історії та культури Посулля (збірка нараховує близько 40 тисяч експонатів, 10 тисяч фоліантів);
- пам'ятник Тарасові Шевченку в Ромнах;
- археологічне городище «Монастирище» в районі Ромен;
- Меморіальний комплекс останнього кошового отамана Запорізької Січі Петра Калнишевського в селі Пустовійтівка, що включає:
  - дерев'яну Свято-Троїцьку церкву — вперше збудовану 1773 року коштом уродженця села Петром Івановичем Калнишевським й відновлену в наш час за ініціативи Президента України Віктора Ющенка та освячену на Покрову 14 жовтня 2006 року;
  - пам'ятник Петру Калнишевському (автори — В. З. Бородай, Р. О. Синько), встановлений у 1991 році з нагоди 300-річчя від дня народження кошового отамана, як домінанта майбутнього меморіалу;
  - Музей Петра Калнишевського — заснований у 2005 році на базі діючої виставки Роменського краєзнавчого музею «Легендарний кошовий»;
- Посульські кургани — група скіфських курганних некрополів;

у Недригайлівському районі:
- Недригайлівський краєзнавчий музей — новостворене (заклад заснований у 2006 році) зібрання матеріалів з історії та культури Недригайлівського краю, що працює в райцентрі Недригайлові;
- літописне місто Попаш поблизу Недригайлова.
- у селі Хоружівка:
  - садиба поета Олекси Ющенка;
  - Меморіал жертвам Голодомору;
- пам'ятник мамонту в селі Кулішівці.

## Виноски
1. ↑  Постанова Кабінету Міністрів України «Про державний історико-культурний заповідник «Посулля»» від 26 липня 2006 р. № 1021. Архів оригіналу за 20 грудня 2011. Процитовано 22 травня 2010.